# Sanglas

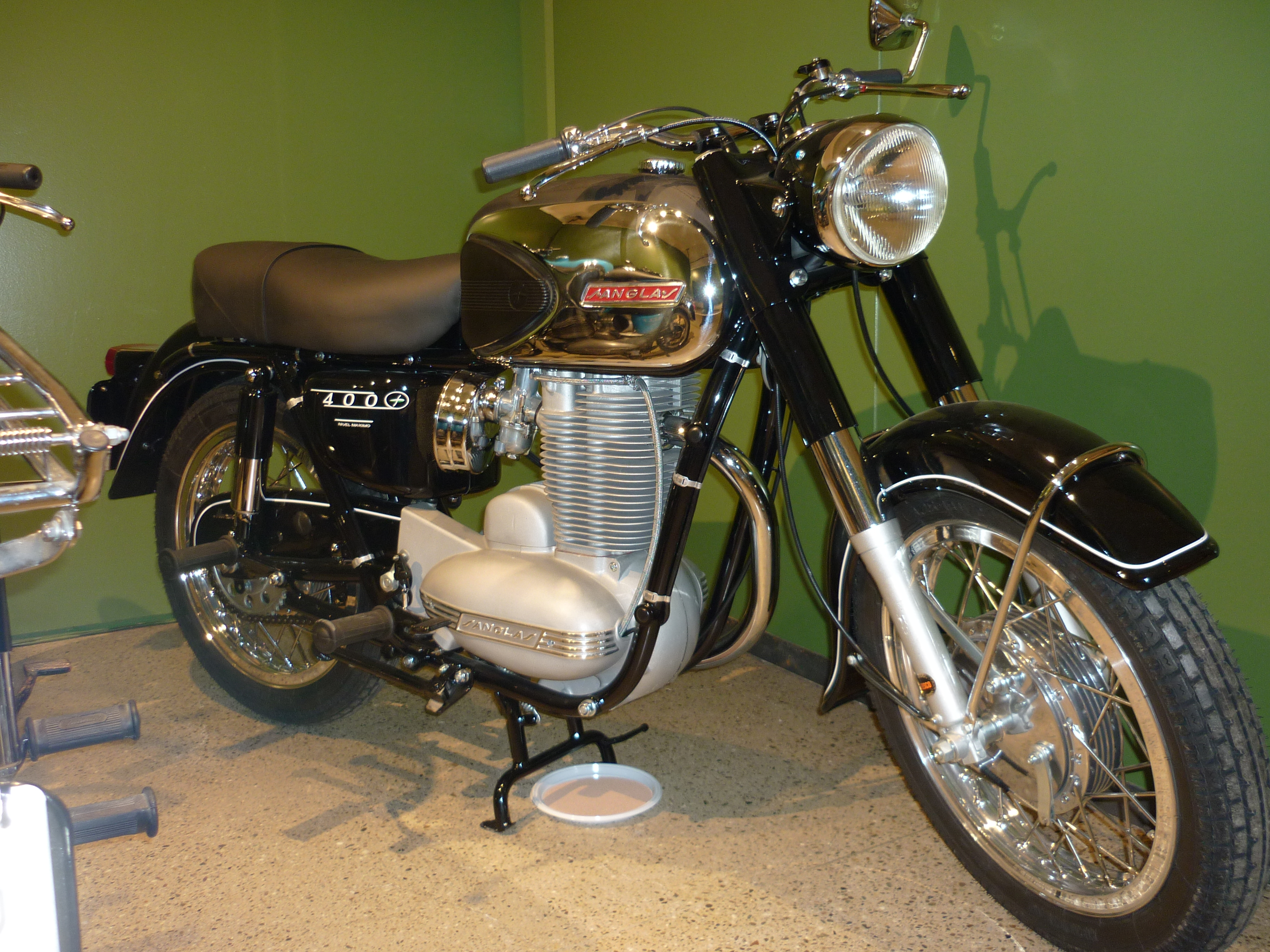
Sanglas 400

Sanglas is een historisch merk van motorfietsen.

Sanglas is een Spaans merk dat in 1942 werd opgericht door de gebroeders Martin en Javier Sanglas en lange tijd eencilinders van 248 tot 499 cc met eigen blokmotoren bouwde.
In 1959 verhuisde de fabrikant, Tazzéres Sanglas S.A., opgericht in de jaren veertig van de twintigste eeuw, van Poblenou naar L'Hospitalet de Llobregat en daar werd vanaf 1962 een 295cc-, 350cc- en 423cc-kopklepper geproduceerd. In 1978 kwam er ook een model met een Yamaha-400cc-tweecilindermotor. Voor Yamaha was dit interessant, omdat de Spaanse overheid de import van Japanse merken verboden had.
In 1981 nam Yamaha het bedrijf over en kort daarna verdween de naam Sanglas. Tweetakten van 249 en 323 cc die van 1963 tot 1968 door Sanglas waren geproduceerd, kwamen onder de naam Rovena op de markt. Deze hadden motorblokken van Hispano-Villiers en Zündapp.
Buiten Spanje zijn er niet veel verkocht. Het merk werd vanaf 1972 verkocht in Nederland, België en Luxemburg door De Bruin Motoren te Driebruggen (Jan de Bruin 0031623764170). In Spanje is er nog een Club Sanglas Catalunya.